# Words of Love
A Words of Love egy dal, amelyet Buddy Holly írt, és 1957-ben jelent meg kislemezként.

## Eredeti változat
Buddy Holly 1957. április 8-án rögzítette a dalt. Holly önmagával énekelt azáltal, hogy az egyes részekről magnófelvételeket kombinált. A dal nem volt jelentős sláger számára, bár az egyik fontos felvételének tartják, és a legtöbb szokásos Holly gyűjteményben elérhető.
A Words of Love című válogatásalbum, amelyet a PolyGram adott ki 1993-ban az Egyesült Királyságban, az 1. helyezést érte el és aranylemeznek minősítették.

## The Beatles-változat
A The Beatles 1964. október 18-án rögzítette a dal feldolgozást a brit Beatles for Sale című albumukhoz. Először az Amerikai Egyesült Államokban jelent meg a Beatles VI albumon. Egy 7 hüvelykes meghosszabbított darabon is szerepelt, a Beatles for Sale No. 2 középlemezen, amelyet a Parlophone/EMI adott ki 1965-ben. John Lennon és Paul McCartney, akik Holly rajongói voltak, harmóniában énekeltek George Harrisonnal, aki ragaszkodott Holly eredeti hangszeres dallamának követéséhez, amennyire csak lehetett. A nagy ismertségük előtt az együttes 1958 és 1962 között fellépéseiken elő adták  a dalt, Lennon és Harrison éneklésével. A hivatalos megjelenéshez azonban Lennon és McCartney megosztotta az énekesi feladatokat. A dal mindössze két felvételt vett igénybe, egy hangkeveréssel együtt.

### Közreműködött
Ian MacDonald szerint:
- John Lennon – ének, ritmusgitár
- Paul McCartney – ének, basszusgitár
- George Harrison – vokál, duplázott szólógitár
- Ringo Starr – dob,bőrönd

### Más rögzítések
A BBC számára felvett 1963-as felvétel szerepel az On Air – Live at the BBC Volume 2 című 2013-as válogatásalbumán. A felvétel egy öt dalt tartalmazó promóciós középlemezen is megjelent, és a 2015-ös 1+ albumhoz mellékelt DVD, Blu-ray lemezen is szerepelt.

## Fordítás
Ez a szócikk részben vagy egészben  a   Words of Love című angol Wikipédia-szócikk fordításán alapul.  Az eredeti cikk szerkesztőit annak laptörténete sorolja fel. Ez a jelzés csupán a megfogalmazás eredetét és a szerzői jogokat jelzi, nem szolgál a cikkben szereplő információk forrásmegjelöléseként.